# Henri Bessac
Pour les articles homonymes, voir Bessac (homonymie).
Henri Bessac, né le 28 août 1906 à Montauban et mort le 18 décembre 1983 à Gaillac, est un spéléologue français, curieux de l'homme et de son histoire.

## Biographie
Henri Bessac est né en 1906 au village du Fau, un quartier de Montauban ; il est mort en 1983.
Henri Bessac s'intéressa d'abord aux vestiges paléolithiques des terrasses du Tarn et de la vallée de l'Aveyron.
Par la suite, il séjourna longtemps au Sahara, pour les besoins de l'armée et de l'Institut français d'Afrique noire. En Mauritanie, au Soudan et au Niger, il put développer ses qualités d'observateur de peintures et gravures préhistoriques.
Discret et modeste homme de culture et de terrain, la maladie seule arrêta ses travaux dont il honora les sociétés savantes de Tarn-et-Garonne et du Tarn.

## Activités spéléologiques
Spéléologue accompli, alors que cette discipline n'attirait encore que peu d'initiés, il explora avec quelques adeptes montalbanais (H. Dufor, A. Galan), les causses du Bas-Quercy. On lui doit en particulier des notes sur la vallée de l'Aveyron, de la Vère et de la Bonnette.
Ses qualités d'observateur développées en Afrique lui permirent de découvrir en 1952 les fameuses Vénus gravées de la grotte de la Magdeleine des Albis à Penne, dans le département du Tarn.
Fidèle compagnon du Spéléo-club albigeois pendant plusieurs décennies, il étudia avec lui les grottes de la région d'Albi en rapport avec de vieux cultes païens attachés aux rochers et aux sources.

## Sources et références
- « Les grandes figures disparues de la spéléologie française », Spelunca (Spécial Centenaire de la Spéléologie), no 31,‎ juillet-septembre 1988, p. 25
- Delanghe Damien, Médailles et distinctions honorifiques (document PDF), in : Les Cahiers du CDS no 12, mai 2001.
- Association des anciens responsables de la fédération française de spéléologie : In Memoriam.